# Kerstin Tovi
Kerstin Tovi, född 13 oktober 1917 i Göteborg, död 17 juni 1997 i Stockholm, var en svensk översättare. Hon har översatt verk från språk som nygrekiska och franska.

## Biografi
Tovi föddes 1917 i Göteborg. Hon var dotter till hotelldirektören Axel Eggers och hans fru Greta Odén. Föräldrarna skiljde sig, och när Tovi var 12 år gammal gifte sig hennes mor om sig med en civilingenjör, Stig Zetterlund. Modern bodde på flera orter utomlands, på platser där hennes nya man var positionerad som chef, bland annat Moskva och Warszawa. Tovi bode omväxlande hos fadern i Göteborg och hos modern på olika orter utomlands. Bland annat vistades hon en hel del hos modern när hon och styvfadern bodde i Aten, där styvfadern var verkställande direktör för SKF. Som ett resultat blev hon intresserad av Grekland, och lärde sig grekiska på Universitetet i Thessaloniki.
Tovi fick tuberkulos i tonåren, och vårdades på ett sanatorium i Schweiz. Vid sanatoriet lärde hon sig franska. Efter studentexamen vid Uppsala enskilda läroverk 1937 studerade hon språk i tre år vid Uppsala universitet, bland annat engelska. Efter sina studier i Uppsala flyttade hon till Stockholm, där hon träffade läkaren Davut Tovi, född in i en sefardisk judisk familj i Konstantinopel, där turkiska, grekiska, franska och spanska talades. Kerstin och Davut gifte sig och fick två söner. Davut Tovi fick en anställning vid Umeå universitet 1968, där han verkade tills han avled i en trafikolycka 1975.
Kerstin Tovi verkade länge som förlagssekreterare och lektör vid Forum bokförlag. Hon var även en tid verksam vid Åhlen & Åkerlunds veckotidningsförlag, och skrev osignerade texter i Året Runt. Efter några år valde hon istället att ägna sig åt översättning. Bland hennes översättningar är de från nygrekiska viktiga, där Tovi under många år var enda verksamma översättaren av romaner från grekiska. Bland annat översatte hon 1966 Vassilis Vassilikos trilogi Bladet. Brunnen. Ängeln. (1967) åt Albert Bonniers förlag. En av novellerna publicerades i Svenska Dagbladet, där hon även tog med Theodor Kallifatides namn som en väntjänst, trots att han i stort inte bidragit till själva översättningen. När Vassilikos deltog i lanseringen i Stockholm tillsammans med sin fru kom nyheten om Militärjuntan i Grekland tagit makten genom en statskupp, vilket föranledde en sju år lång exil för paret. Översättaren och författaren Sun Axelsson kallade Tovis översättning av Vassilikos trilogi för en "beundransvärd prestation". Tovi översatte ytterligare några av Vassilikos romaner, innan Bonnier anlitade andra översättare, som översatte via franska.
För René Coeckelberghs förlag översatte Tovi fyra romaner av Panait Istrati, till serien Röster från Rumänien. Tovi översatte ytterligare verk från franska till svenska innan sin död 1997, bland annat barnböcker för Hemmets Journals förlag i Malmö, samt romanen Montaget av den ryskfranske författaren Vladimir Volkoff.